# مائوریتزیو کیارامیتارو
مائوریتزیو کیارامیتارو (انگلیسی: Maurizio Ciaramitaro؛ زادهٔ ۱۶ ژانویهٔ ۱۹۸۲) بازیکن فوتبال اهل ایتالیا است.
از باشگاه‌هایی که در آن بازی کرده‌است می‌توان به باشگاه فوتبال تراپانی، باشگاه فوتبال مودنا، باشگاه فوتبال پارما، باشگاه فوتبال کیه‌وو ورونا، باشگاه فوتبال سالرنیتانا، باشگاه فوتبال لیورنو، باشگاه فوتبال چزنا، باشگاه فوتبال آولینو، باشگاه فوتبال ویچنزا، و باشگاه فوتبال پالرمو اشاره کرد.
وی همچنین در تیم ملی فوتبال Italy U21 Serie B بازی کرده‌است.